# America 3000 - Il pianeta delle amazzoni
America 3000 - Il pianeta delle amazzoni (Thunder Warriors) è un film del 1986, diretto da David Engelbach. È una storia di ambientazione fantascientifica.

## Trama
Nel futuro (anno 3000 come da titolo) le donne comandano sugli uomini e li hanno resi schiavi, al loro potere si oppongono un gruppo di ribelli comandati da Korvis e Gruss. Il primo troverà delle armi dimenticate in una base nascosta con le quali riuscirà a vincere il conflitto.